# Harlingen (gmina)
Harlingen – gmina w północnej Holandii, w prowincji Fryzja. Według danych na luty 2014 roku zamieszkiwało ją 15 975 mieszkańców. Siedzibą administracyjną jest miejscowość Harlingen.

## Położenie
Gmina położona jest w północnej części kraju, w północnej części prowincji. Siedziba gminy położona jest w odległości ok. 27 km na wschód od stolicy prowincji- Leeuwarden. Gminę przecina autostrada A31. Na północy przebiega droga prowincjonalna N390.
Graniczy z 6 gminami:
- Terschelling na północy,
- Franekeradeel na wschodzie,
- Súdwest-Fryslân na południu,
- Hollands Kroon na południowym zachodzie,
- Texel na zachodzie,
- Vlieland na północnym zachodzie.